# كأس جنوب إفريقيا
كأس جنوب أفريقيا (بالإنجليزية: South African Cup)‏ (الأفريكانية:Suid-Afrikaanse Beker) وتسمى رسمياً كأس نيدبنك (Nedbank Cup) ، هي بطولة رسمية لكرة القدم في جنوب أفريقيا ، أسست البطولة سنة 1971م.

## وصلات خارجية
- Nedbank Cup Official Website
- Nedbank Official Website
- Premier Soccer League
- South African Football Association
- Confederation of African Football
- RSSSF competition history